# Helmut Qual
Helmut Qual (* 26. Mai 1947 in Schönebeck; † 17. Dezember 2023) war ein deutscher Politiker (FDP). Er war von 2002 bis 2006 Mitglied im Landtag Sachsen-Anhalt.

## Ausbildung und Leben
Helmut Qual besuchte 1953 bis 1963 die POS und machte 1963 bis 1965 eine Berufsausbildung als Fachverkäufer. Von 1971 bis 1975 studierte er und schloss das Studium als Diplom-Wirtschaftsingenieur (FH) ab. Nach einem erneuten Studium von 1980 bis 1985 wurde er Diplom-Staatswissenschaftler, 1994/1995 erwarb er den Grad eines Verwaltungsfachwirts am Studieninstitut des Landes Sachsen-Anhalt. Von 1969 bis 1975 arbeitete Helmut Qual als Gruppenleiter im Mifa-Werk Sangerhausen und von 1975 bis 1982 als Abteilungsleiter im Starkstrom-Anlagenbau Sangerhausen. Von 1982 bis 1990 war er Stellvertreter des Vorsitzenden für Handel und Versorgung beim Rat des Kreises Sangerhausen, von 1990 bis 1992 war er Amtsleiter im Ordnungsamt der Kreisverwaltung Sangerhausen.
Helmut Qual, der konfessionslos war, war verheiratet und hatte zwei Kinder.

## Politik
Helmut Qual war seit 1971 Mitglied der NDPD und seit 1990 der FDP. Von 1990 bis 2013 war er Vorsitzender des FDP-Kreisverbandes Mansfeld-Südharz. Anschließend wurde er zum Ehrenvorsitzenden der FDP in Mansfeld-Südharz ernannt. 1993 wurde er als Mitglied des Landesvorstandes der FDP gewählt. Ab 2004 war Mitglied im Kreistag Sangerhausen. Er wurde bei der Landtagswahl in Sachsen-Anhalt 2002 über die Landesliste in den Landtag gewählt. Im Landtag war er Stellvertretender Vorsitzender des Ausschusses für Wohnungswesen, Städtebau und Verkehr sowie Mitglied im Ausschuss für Finanzen.